# Tati Leite
Tatiane Silvia Leite é uma artista de efeitos especiais brasileira atualmente baseada em Los Angeles, California.

## Biografia
Formada em Engenharia da Computação pela Universidade Estadual de Campinas, Tati iniciou sua carreira em computação gráfica e processamento de imagens durante seu mestrado na mesma universidade, quando desenvolveu um software de edição e comparação de retratos humanos, que incluía a capacidade de avaliar a beleza de um rosto e também de sugerir e efetuar pequenas mudanças na imagem de forma a aumentar a percepção de beleza do rosto. Seu trabalho lhe rendeu uma patente relacionada no INPI do Brasil.
Após seu mestrado, Tati se mudou para Los Angeles, onde se especializou em imagens digitais e animação na University of California - Los Angeles, trabalhando então com animação e jogos eletrônicos na 7 Generation Games. Depois de 2015, começou a trabalhar com efeitos visuais e especiais no cinema, trabalhando em 10 filmes, incluindo a nova versão em animação 3D de The Lion King e Ant-Man and the Wasp, ambos produzidos pela Disney. É reconhecida no Brasil como uma das poucas mulheres a alcançarem sucesso em uma carreira frequentemente dominada por homens.

## Filmografia
Seguem-se abaixo os trabalhos de Tatiane Silvia Leite.
| Ano  | Nome                                            | Crédito         |
| ---- | ----------------------------------------------- | --------------- |
| 2016 | Moonesta: What Drug Companies Don't Tell You... | Efeitos Visuais |
| 2017 | A Game of Truth or Dare                         | Efeitos Visuais |
| 2018 | In Transit                                      | Edição          |
| 2018 | Book Club                                       | Efeitos Visuais |
| 2018 | Ant-Man and the Wasp                            | Efeitos Visuais |
| 2018 | Mission: Impossible - Fallout                   | Efeitos Visuais |
| 2018 | Christopher Robin                               | Efeitos Visuais |
| 2018 | November 13                                     | Efeitos Visuais |
| 2018 | Fantastic Beasts: The Crimes of Grindelwald     | Efeitos Visuais |
| 2019 | The Lion King (2019)                            | Efeitos Visuais |